# Placówka ’44
Placówka ’44 – album Voo Voo nagrany z gośćmi (Tomasz Organek, Tomek Makowiecki, Justyna Święs z The Dumplings, Barbara Derlak z zespołu Chłopcy kontra Basia i Barbara Wrońska z grupy Pustki) z okazji 71. rocznicy wybuchu powstania warszawskiego. Słowa utworów napisano w sierpniu 1944 na konkurs poetycki ogłoszony przez komendanta 3. Rejonu (Grochów) VI Obwodu AK Praga majora Tadeusza Schollenberga „Rakowskiego”. Został wydany w 24 lipca 2015 przez Muzeum Powstania Warszawskiego. Płytę nominowano do Fryderyka 2016 w kategorii Album Roku – Rock.

## Lista utworów
1. Żołnierzom 690 Zgrupowania (+ Tomasz Makowiecki)
2. Sierpień (+ Barbara Derlak)
3. Dziś idę walczyć, mamo (+ Justyna Święs)
4. 1 sierpnia
5. Modlitwa warszawska (+ Tomasz Makowiecki)
6. Do szturmu (+ Justyna Święs)
7. Palec na cynglu (+ Tomasz Organek)
8. Czemu na wojence ładnie (+ Barbara Derlak)
9. Po latach
10. Kołysanka (+ Barbara Wrońska)
11. Słowa pożegnania
12. Przyśniła się dzieciom Polska (+ Barbara Wrońska)